# Bata Illić
Batan (în sârbă Bata Ilić, cu alfabetul latin: Бата Илић; n. 30 septembrie 1939, Belgrad, Regatul Iugoslaviei) este un cântăreț german de origine sârbă.